# Capanemia micromera
Capanemia micromera é uma espécie de  planta do gênero Capanemia e da família Orchidaceae. 
 É visitada por abelhas da família Halictidae.  Pode ser encontrada tanto nas matas ciliares em interior de floresta sombreada, quanto nos ramos externos de árvores expostas ao sol.

## Taxonomia
Os seguintes sinônimos já foram catalogados:  
- Capanemia angustilabia  Schltr.
- Capanemia australis  (Kraenzl.) Schltr.
- Capanemia lossiana  L.Kollmann
- Capanemia perpusilla  Schltr.
- Capanemia pygmaea  (Kraenzl.) Schltr.
- Capanemia riograndensis  Pabst
- Capanemia spathuliglossa  Pabst
- Quekettia australis  Kraenzl.
- Quekettia micromera major  Cogn.
- Quekettia micromera  (Barb.Rodr.) Cogn.

## Forma de vida
É uma espécie epífita e herbácea. 

## Descrição
Planta epífita. Pseudobulbo ovado; brácteas articuladas. Ela tem folhas cilíndricas, carnosas, ápice agudo. Inflorescência 2-3 flores; brácteas florais ovadas, escariosas, ápice acuminado. Ela tem flores brancas. Sépala dorsal elíptico-lanceolada, livre, margem inteira, ápice agudo. Sépalas laterais elíptico-lanceoladas, livres, margem inteira, ápice agudo. Pétalas elíptico-lanceoladas, livres, margem inteira, ápice agudo. Possui labelo oblongo-lanceolado a obovado, recurvado, não articulado com a coluna, região proximal com tricomas, região distal com mácula amarela entre os calos; margem inteira; ápice agudo. Coluna ca. 2,2 mm alt.; asas da coluna proeminentes, projetadas para frente a ligeiramente reflexas, com tricomas na base.  

## Conservação
A espécie faz parte da Lista Vermelha das espécies ameaçadas do estado do Espírito Santo, no sudeste do Brasil. A lista foi publicada em 13 de junho de 2005 por intermédio do decreto estadual nº 1.499-R. 

## Distribuição
A espécie é encontrada nos estados brasileiros de Bahia, Espírito Santo, Minas Gerais, Paraná, Rio de Janeiro, Rio Grande do Sul, Santa Catarina e São Paulo. 
A espécie é encontrada nos  domínios fitogeográficos de Mata Atlântica e Pampa, em regiões com vegetação de mata ciliar, floresta estacional semidecidual, floresta ombrófila pluvial e mata de araucária.